# Кубинский зелёный дятел
Кубинский зелёный дятел (лат. Xiphidiopicus percussus) — вид птиц семейства дятловых. Относится к монотипическому роду кубинских зелёных дятлов (лат. Xiphidiopicus). Выделяют два подвида. Эндемик Кубы.

## Описание
Дятел относительно небольшого размера; достигает длины 20—25 см и массы от 48 до 97 г. Самки значительно меньше самцов, как правило, с коротким клювом. Затылок и верхняя часть груди ярко-красные, с заметными чёрными основаниями перьев, подбородок и горло чёрные; макушка у самцов красная, а у самок чёрная с белыми полосками. Лицо и надбровье белые, с чёрной каймой на щеках. Грудь жёлтая с чёрными или зеленовато-чёрными прожилками, бока жёлтые с чёрными полосами. Брюхо жёлтое с чёрными полосами. Радужная оболочка коричневая. Клюв иссиня-чёрный, ноги от зеленоватого до серовато-оливкового цвета. Молодые особи бледнее, с большим числом полосок.

## Среда обитания
Природными местами обитания являются сухие леса, низменные влажные леса и леса с большим числом старых деревьев.